# Tubulipora mitis
Tubulipora mitis är en mossdjursart som beskrevs av Ernst Marcus 1955. Tubulipora mitis ingår i släktet Tubulipora och familjen Tubuliporidae. Inga underarter finns listade i Catalogue of Life.